# Élections régionales de 2011 en Mecklembourg-Poméranie-Occidentale

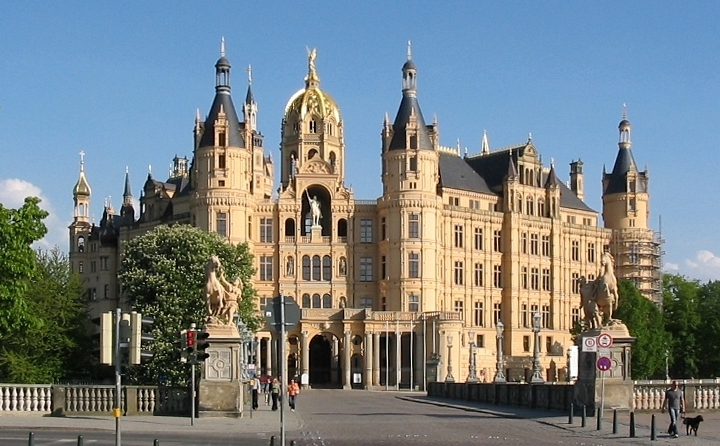
Le château de Schwerin, siège du Landtag.

Les élections régionales de 2011 en Mecklembourg-Poméranie-Occidentale (Landtagswahl in Mecklenburg-Vorpommern 2011) se dérouleront le 4 septembre 2011 dans le Land allemand de Mecklembourg-Poméranie-Occidentale, en vue d'élire les soixante-et-onze députés de la sixième législature du Landtag.

## Contexte: la grande coalition
Aux élections du 17 septembre 2006, le Parti social-démocrate d'Allemagne (SPD), au pouvoir depuis 1998 dans le cadre d'une coalition rouge-rouge dirigée par le ministre-président Harald Ringstorff, avait connu une sévère chute en recueillant à peine 31 % des voix, en recul de dix points par rapport à 2002. De son côté, l'Union chrétienne-démocrate d'Allemagne (CDU), ayant perdu un peu plus de deux points, avait raté de peu la place de premier parti du Land, remportant 29 % des suffrages.
Le scrutin a en outre vu l'entrée au Landtag du Parti national-démocrate d'Allemagne (NDP), une formation d'extrême droite, qui avait reçu plus de 7 % des voix, et le retour du Parti libéral-démocrate (FDP), avec presque 10 % des suffrages, alors qu'il avait perdu sa représentation parlementaire depuis 1994. Bien que la coalition avec Die Linke, qui s'était maintenue pour sa part un peu au-dessus de 16 %, dispose encore de la majorité absolue avec 36 sièges sur 71 au Landtag, Ringstorff a préféré s'allier avec la CDU au sein d'une grande coalition disposant de 45 élus.
En 2008, le chef du gouvernement régional a décidé de céder sa place, tout en restant député régional, et a été remplacé par le ministre régional des Affaires sociales et ancien ministre régional de la Justice, Erwin Sellering.

## Mode de scrutin
Chaque électeur dispose de deux voix, une pour voter dans une circonscription, l'autre pour voter en faveur d'une liste présentée par chaque parti, au niveau régional et comportant autant de candidats que de sièges à pourvoir. Les sièges sont répartis, selon la méthode du quotient de Hare, entre les formations dont la liste a obtenu au moins 5 % des suffrages exprimés ou qui ont obtenu au moins trois députés dans les circonscriptions. La durée de la législature est fixée désormais à cinq ans et le nombre de députés à soixante-et-onze (dont trente-six élus au scrutin uninominal majoritaire à un tour).

## Campagne

### Chefs de file
| Parti | Parti                                                                              | Chef de file                             | Résultats en 2006          |
| ----- | ---------------------------------------------------------------------------------- | ---------------------------------------- | -------------------------- |
|       | Parti social-démocrate d'Allemagne Sozialdemokratische Partei Deutschlands         | Erwin Sellering (Ministre-président)     | 23 députés 30,2 % des voix |
|       | Union chrétienne-démocrate d'Allemagne Christlich Demokratische Union Deutschlands | Lorenz Caffier (Ministre de l'Intérieur) | 22 députés 28,8 % des voix |
|       | Die Linke                                                                          | Helmut Holter                            | 13 députés 16,8 % des voix |
|       | Parti libéral-démocrate Freie Demokratische Partei                                 | Gino Leonhard                            | 7 députés 9,6 % des voix   |
|       | Parti national-démocrate d'Allemagne Nationaldemokratische Partei Deutschlands     | Udo Pastörs                              | 6 députés 7,3 % des voix   |
|       | Alliance 90 / Les Verts Bündnis 90/Die Grünen                                      | Silke Gajek et Jürgen Suhr               | 0 députés 3,4 % des voix   |

### Sondages
| Institut            | Date       | CDU    | SPD    | Verts  | FDP    | Die Linke | NPD   |
| ------------------- | ---------- | ------ | ------ | ------ | ------ | --------- | ----- |
| FGW                 | 26/08/2011 | 28,0 % | 35,0 % | 8,0 %  | 4,0 %  | 16,5 %    | 4,5 % |
| Infratest           | 25/08/2011 | 26,0 % | 36,0 % | 8,0 %  | 4,5 %  | 17,0 %    | 4,5 % |
| Forsa               | 24/08/2011 | 27,0 % | 34,0 % | 7,0 %  | 5,0 %  | 17,0 %    | 5,0 % |
| Infratest           | 19/08/2011 | 28,0 % | 37,0 % | 7,0 %  | 3,5 %  | 17,5 %    | 4,0 % |
| Emnid               | 14/08/2011 | 28,0 % | 34,0 % | 7,0 %  | 4,0 %  | 19,0 %    | 4,0 % |
| Emnid               | 07/08/2011 | 29,0 % | 34,0 % | 7,0 %  | 3,0 %  | 19,0 %    | 4,0 % |
| Infratest           | 04/08/2011 | 30,0 % | 34,0 % | 8,0 %  | 3,0 %  | 18,0 %    | 4,0 % |
| Infratest           | 29/06/2011 | 30,0 % | 34,0 % | 8,0 %  | 4,0 %  | 17,0 %    | 4,0 % |
| Infratest           | 13/04/2011 | 27,0 % | 34,0 % | 10,0 % | 3,0 %  | 20,0 %    | 3,0 % |
| Emnid               | 03/03/2011 | 29,0 % | 34,0 % | 6,0 %  | 5,0 %  | 17,0 %    | 4,0 % |
| Forsa               | 21/01/2011 | 29,0 % | 32,0 % | 8,0 %  | 6,0 %  | 15,0 %    | 5,0 % |
| Infratest           | 15/05/2009 | 32,0 % | 25,0 % | 5,0 %  | 10,0 % | 22,0 %    | 4,0 % |
| Dernières élections | 17/09/2006 | 28,8 % | 30,2 % | 3,4 %  | 9,6 %  | 16,8 %    | 7,3 % |

## Résultats

### Voix et sièges
|                          | Parti social-démocrate d'Allemagne (SPD)     | Parti social-démocrate d'Allemagne (SPD)     | 240 368   | 35,31 | 24        | 9             | 242 251 | 35,55 | 5,4 | 3  | 27 | 4             |  |  |
|                          | Union chrétienne-démocrate d'Allemagne (CDU) | Union chrétienne-démocrate d'Allemagne (CDU) | 181 988   | 26,74 | 12        | 8             | 156 969 | 23,04 | 5,8 | 6  | 18 | 4             |  |  |
|                          | Die Linke (Linke)                            | Die Linke (Linke)                            | 126 960   | 18,65 | 0         | 1             | 125 528 | 18,42 | 1,6 | 14 | 14 | 1             |  |  |
|                          | Alliance 90 / Les Verts (Grünen)             | Alliance 90 / Les Verts (Grünen)             | 56 006    | 8,23  | 0         | en stagnation | 59 004  | 8,66  | 5,3 | 7  | 7  | 7             |  |  |
|                          | Parti national-démocrate d'Allemagne (NPD)   | Parti national-démocrate d'Allemagne (NPD)   | 39 613    | 6,51  | 0         | en stagnation | 40 642  | 5,96  | 0,8 | 5  | 5  | 1             |  |  |
|                          | Parti libéral-démocrate (FDP)                | Parti libéral-démocrate (FDP)                | 22 054    | 3,24  | 0         | en stagnation | 18 943  | 2,78  | 6,8 | 0  | 0  | 7             |  |  |
|                          | Parti des pirates (Piraten)                  | Parti des pirates (Piraten)                  | 1 141     | 0,17  | 0         | en stagnation | 12 727  | 1,87  | Nv. | 0  | 0  | en stagnation |  |  |
|                          | Parti des familles d'Allemagne               | Parti des familles d'Allemagne               | 1 192     | 0,18  | 0         | en stagnation | 10 538  | 1,55  | 0,4 | 0  | 0  | en stagnation |  |  |
|                          | Électeurs libres (FW)                        | Électeurs libres (FW)                        | 10 038    | 1,47  | 0         | Nv.           | 7 782   | 1,14  | Nv. | 0  | 0  | Nv.           |  |  |
|                          | Autres                                       | Autres                                       | 270       | 0,04  | 0         | en stagnation | 6 991   | 1,03  | -   | 0  | 0  | -             |  |  |
|                          | Indépendants                                 | Indépendants                                 | 1 054     | 0,15  | 0         | en stagnation |         |       |     |    | 0  | -             |  |  |
|                          |                                              |                                              |           |       |           |               |         |       |     |    |    |               |  |  |
| Votes valides            | Votes valides                                | Votes valides                                | 680 684   | 96,13 |           |               | 681 375 | 96,22 |     |    |    |               |  |  |
| Votes blancs et nuls     | Votes blancs et nuls                         | Votes blancs et nuls                         | 27 427    | 3,87  | 26 736    | 3,78          |         |       |     |    |    |               |  |  |
| Total                    | Total                                        | Total                                        | 708 111   | 100   | 36        | en stagnation | 708 111 | 100   | -   | 35 | 71 | en stagnation |  |  |
| Abstentions              | Abstentions                                  | Abstentions                                  | 665 821   | 48,46 |           |               | 665 821 | 48,46 |     |    |    |               |  |  |
| Inscrits / participation | Inscrits / participation                     | Inscrits / participation                     | 1 373 932 | 51,54 | 1 373 932 | 51,54         |         |       |     |    |    |               |  |  |

### Analyse
Avec une progression cumulée de onze points et douze députés, la gauche sort clairement vainqueur de ces élections, marquées par un recul de la participation de l'ordre de huit points. Au pouvoir au niveau fédéral, la CDU, membre du gouvernement sortant, et le FDP, sont nettement sanctionnés, les libéraux perdant même leur représentation au Landtag, qu'ils avaient retrouvée à peine cinq ans auparavant.
À l'inverse, le SPD, du ministre-président Erwin Sellering, parti dominant du Land depuis 1998, réalise son deuxième meilleur score depuis 1990 et progresse de manière égale à la chute des chrétiens-démocrates. Autre grands gagnants, Les Verts font, enfin, leur entrée au Parlement régional, dont ils étaient exclus depuis vingt-et-un ans, et sont, pour la première fois, représentés dans toutes les assemblées parlementaires du pays. Enfin, Die Linke enregistre un modeste progrès et prend ainsi le contrepied d'une tendance générale à la baisse au cours des élections régionales de ces deux dernières années.
À l'extrême droite, le NPD, à l'instar des élections de 2009 en Saxe, parvient à conserver ses sièges au Landtag malgré un léger recul.

### Conséquences
Le 21 septembre, environ deux semaines après la tenue du scrutin, Erwin Sellering annonce sa volonté de poursuivre la grande coalition avec la CDU, qui gouverne le Land depuis cinq ans. Le 25 septembre 2011, le social-démocrate Erwin Sellering est réinvesti ministre-président du Land. Il est soutenu par une grande coalition, formée avec les conservateurs.